# Kuti (Tempel)
Kutis (Thai: กุฏิ) sind die Zellen der Mönche. Hier schlafen und meditieren sie.
Alle thailändischen Tempel (Wat) haben einen eigenen Wohnbereich für Bhikkhus (Mönche), in dem sich keine weiteren heiligen Gebäude befinden dürfen. Eine Ausnahme bildet der Wat Phra Kaeo in Bangkok. Hier wohnen keine Mönche, da sie sich nicht innerhalb von Palastmauern niederlassen dürfen. Meistens liegt der Wohnbereich (Thai: Sanghawat, เขตสังฆาวาส) südlich des „Heiligen Bereichs“ (Thai: Phutthawat, เขตพุทธาวาส), in dem sich die geheiligten Gebäude befinden. Es gibt auch einige Tempel, bei denen der Sanghawat östlich vom Phutthawat liegt.
Die Mönche eines Tempels sind in Gruppen von etwa sechs bis zehn Personen, so genannten Khanas zusammengefasst. Der Leiter einer solchen Gruppe heißt Chao Khana. Etwa zehn solcher Gruppen sind wiederum unter der Leitung eines Raja Khana zusammengefasst. Der höchste Raja Khana hat den Titel Somdet Raja Khana. Er ist gleichzeitig der Abt des Tempels.
Leben mehrere Mönche zusammen in einem Haus, nennt man dieses Arrangement Khana Theo. Diese Khana Theo kann man zum Beispiel im Wat Mahathat, der buddhistischen Universität in Bangkok nahe dem Königspalast sehen. Hier hat ein jeder Mönch ein eigenes Zimmer, etwa 2,20 × 4,50 Meter groß. Diese Zimmer liegen etwa 40 cm höher als der Korridor, der etwa sechs Zimmer miteinander verbindet. Die Mönchszellen sind um das Zimmer des Chao Khana gruppiert, der neben dem Schlafzimmer einen separaten Empfangsbereich besitzt. Zusätzlich gibt es im Haus zwei kleinere Räume, in dem die Lug Sit wohnen, die Schüler der Mönche.